# Mª Luz Montesinos Gutiérrez
Mª Luz Montesinos Gutiérrez (Sevilla, 1969) es una neurocientífica española, investigadora y profesora de la Universidad de Sevilla, divulgadora científica y guitarrista en bandas de rock.

## Biografía
Nació en Sevilla en 1969.Desde muy pequeña tenía mucho interés por conocer sobre el Universo y la Vida. Durante varios años basculó entre la Física y la Biología. Es Licenciada en Ciencias Biológicas (1992) y doctora en Ciencias Biológicas (1997) por la Universidad de Sevilla (US).Durante su tesis doctoral en el Instituto de Bioquímica Vegetal y Fotosíntesis (CSIC-US, Sevilla) se especializó en biología molecular.Realizó una estancia posdoctoral en la École Normale Supérieure (París) que duraría seis años, investigando el papel de diversas homeoproteínas en el desarrollo del sistema nervioso de vertebrados.

### Trayectoria académica
En 2003 se reincorporó al sistema de investigación nacional, en el departamento de Fisiología Médica y Biofísica de la Universidad de Sevilla, con un contrato del Programa Ramón y Cajal. Desde 2008 es profesora titular de dicho departamento,y es investigadora adscrita al Instituto de Biomedicina de Sevilla (IBiS) desde 2014.
Desde 2005 ha dirigido el laboratorio de Traducción Local Sináptica, investigando el papel de la traducción local en neuropatologías como la Trisomía 21 (T21) y la esclerosis lateral amiotrófica (ELA), utilizando para ello modelos animales.Su principal línea de investigación se centró en el ámbito del síndrome de Down para comprobar si el tratamiento con fármacos en ratones modelos puede mejorar los procesos de memoria y aprendizaje de estas personas. En 2010 obtuvieron una patente por el uso de la rapamicina para el tratamiento de los déficits cognitivos asociados al síndrome de down. En 2015 obtuvieron financiación para investigar con neuronas de personas con síndrome de down para mejorar la genética de la memoria.
En 2023 amplió sus líneas de investigación a la neuroimagen funcional en humanos.
Ha pertenecido a la junta directiva de la Sociedad Española de Neurociencia (SENC), ha sido coordinadora del grupo “Neurobiología Molecular” de la Sociedad Española de Bioquímica y Biología Molecular (SEBBM), pertenece a la Sociedad española de ciencias Fisiológicas (SECF),y ha ocupado cargos relacionados con la comunicación científica a nivel internacional (miembro del FENS Communication Committee, responsable del “Communication Group” de la T21 Research Society).
Colabora activamente en distintas iniciativas de divulgación científica (Brain Awareness Week, Pint of Science, Día de la mujer y la niña en ciencia, Inspiring Girls,…) y ha formado parte del equipo de “Ciencia Clandestina”, programa de divulgación científica de RadiUS, la radio de la Universidad de Sevilla,con las secciones "Música Clandestina" y “Cerebro Clandestino”.

### Trayectoria artística
Ha tocado la guitarra eléctrica en los grupos Silver Hair y Chill Pills y toca en The Cansiners.Colabora en los proyectos escénico/musicales de “Corea”, y de “La Imbuición”, donde también usa sintetizadores y otros instrumentos musicales electrónicos que ella misma fabrica. “Slow Project” es su proyecto en solitario como creadora de música electrónica.
En su tema 'Inside', ha intentado describir con notas qué significa, para ella, el trastorno bipolar.

## Premios y reconocimientos
- 1992 Premio extraordinario de Licenciatura de la Universidad de Sevilla.[5]
- 1992 Premio Universitario 1992 al mejor expediente académico, otorgado por la Real Maestranza de Caballería de Sevilla.[3]
- 1993 Premio Excmo. Ayuntamiento de Sevilla 1992 al mejor expediente académico de la Facultad de Biología.[3]
- 1994 Premio Fundación Sevillana de Electricidad al mejor expediente en el Área de Ciencias de las Universidades de Andalucía correspondiente a la promoción 1991-92.[3]

## Vida personal
En la última etapa de su tesis sufrió una depresión. Este hecho le llevó a interesarse por el funcionamiento del cerebro, la autoconciencia, la memoria y decidió cambiar de ámbito de estudio hacia la neurobiología. En 2013 le diagnosticaron un trastorno bipolar.
"Toqué fondo, toqué el fondo que hay detrás del fondo. Y el siguiente. Y cuando ya no había más fondos, tiré para arriba otra vez" (...) "Si algo he aprendido en todos estos años es que ser bipolar forma parte de la persona que soy, pero no me define como persona. Soy más que eso".